# Typ 94 6-Rad-Lkw
Der Typ 94 6-Rad-Lkw (japanisch 九四式六輪自動貨車) war ein japanischer Lastkraftwagen, der von 1934 (Kōki 2594, daher die Typbezeichnung) bis 1945 in verschiedenen Ausführungen vom Kaiserlich Japanischen Heer eingesetzt wurde.

## Allgemeines
Das Fahrzeug wurde ab 1933 im Rahmen eines Programms des japanischen Heeres zur Förderung unabhängiger Automobilfirmen entwickelt, um dem Militär eine zuverlässige Lkw-Plattform zur Verfügung zu stellen. Diese sollte die bisher genutzten zivilen Lkw-Modelle ersetzten, welche im Feld eine nicht ausreichende Leistung gezeigt hatten.
Die Firma Jidōsha Kōgyō entwickelte daraufhin ein Design und baute einen Prototyp. Dieses robuste 6-Rad-Fahrzeug erfüllte alle Erwartungen in Bezug auf Reichweite, Zuverlässigkeit und vor allem Geländegängigkeit. 1934 in den Truppendienst genommen, wurden von dem bei der Truppe beliebten Fahrzeug, bis zum Ende des Zweiten Weltkrieges, rund 5000 Stück gebaut.

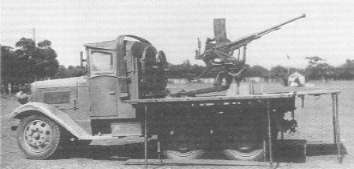
Typ 98 Flugabwehr-MK-Träger
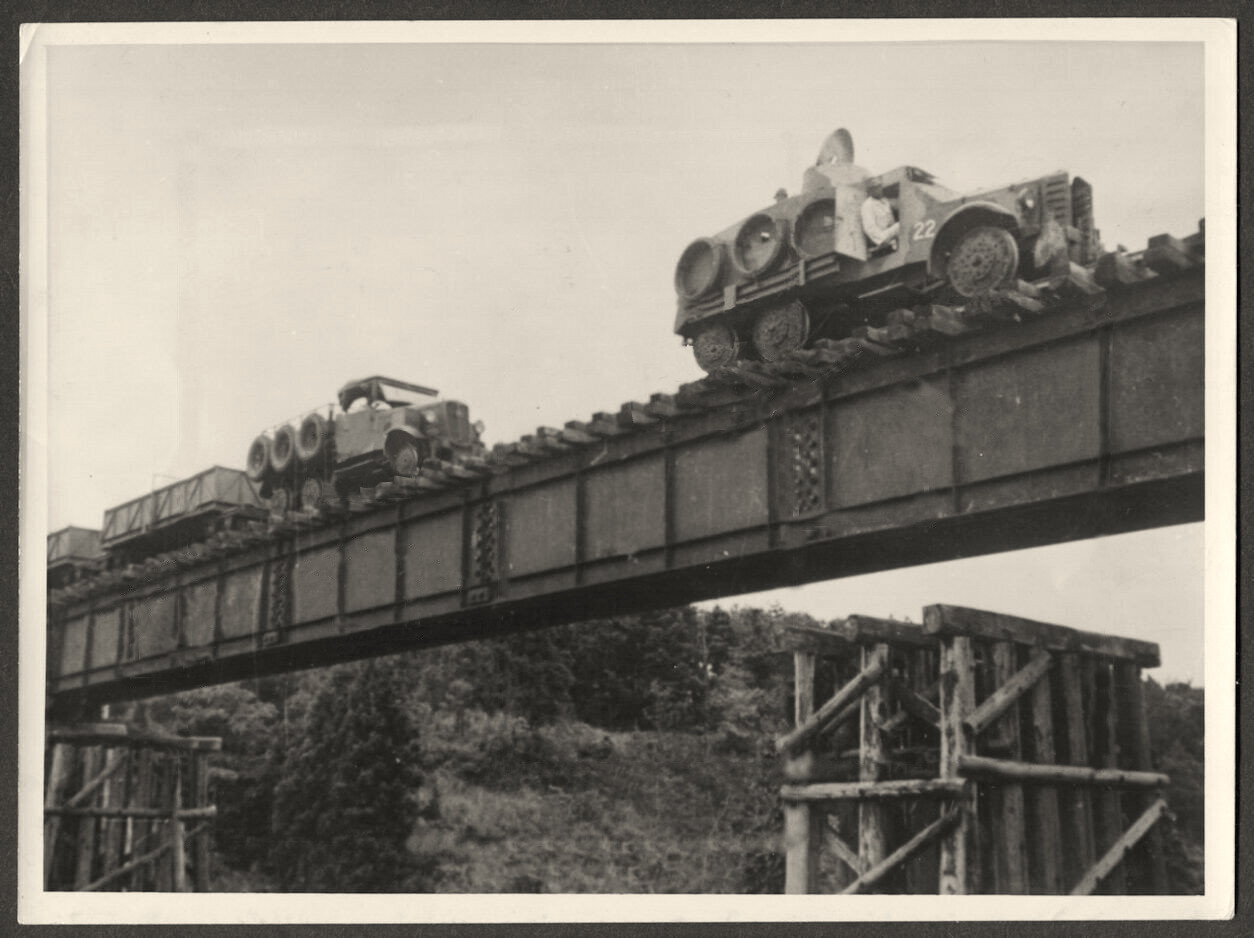
Typ 98 Breitspur-Eisenbahn-Zugmaschine, Variante für die Eisenbahnpioniere
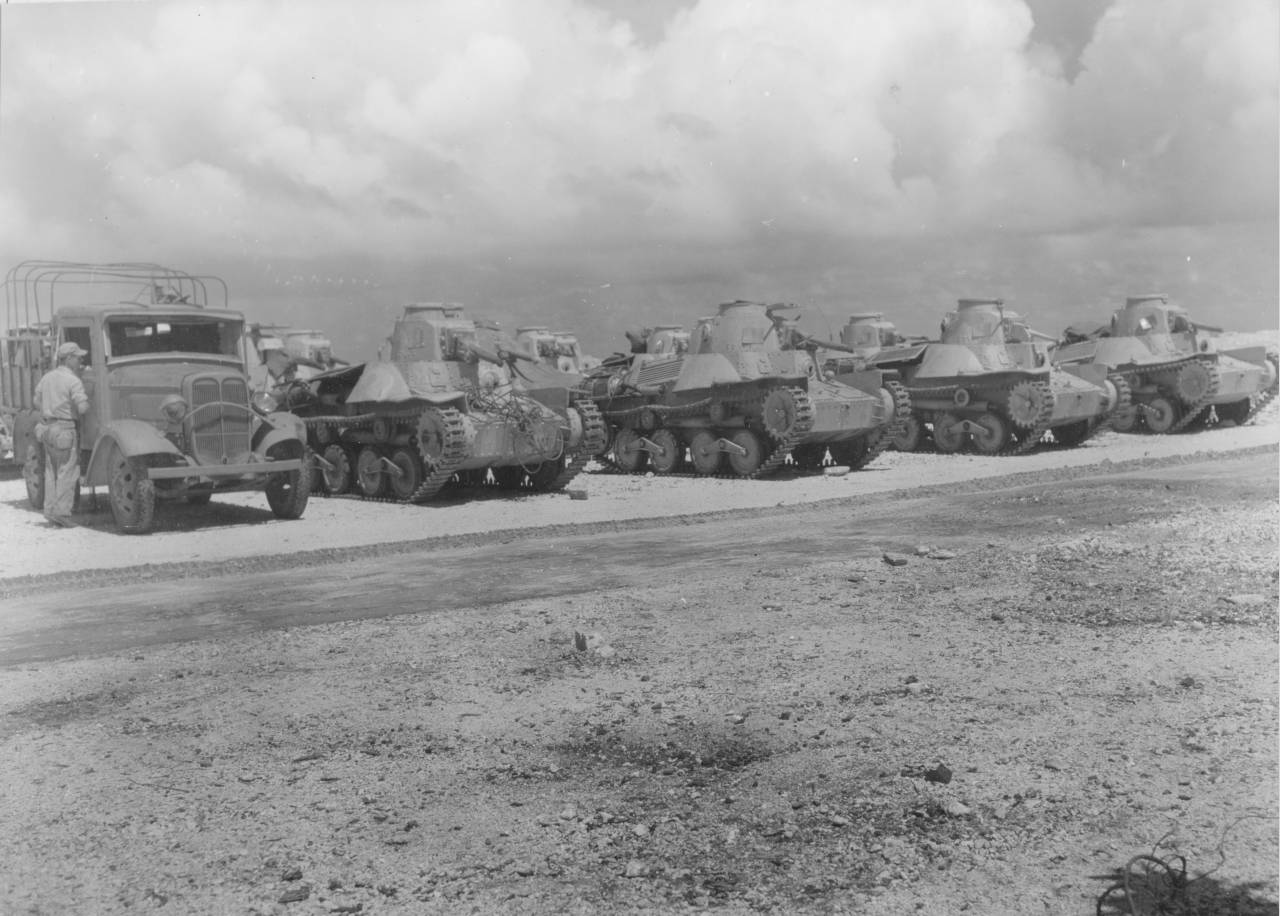
Fahrzeuge des jap. 16. Panzerregiments

## Varianten
Vom Typ 94 6-Rad-Lkw wurden zwei Versionen – Kō-Modell (Ottomotor) und Ōtsu-Modell (Dieselmotor) – mit verschiedenen Aufbauten hergestellt. 
- Typ 94 Pritsche
- Typ 94 Krankenwagen[1]
- Typ 96 Flugabwehr-Kanonen-Schlepper – Zugwagen für die 75-mm-Flak Typ 88[2]
- Typ 98 Flugabwehr-MK-Träger – Selbstfahrlafette für die 20-mm-Flak Typ 98[3]
- Typ 98 Aufklärungsballon-Festmacherfahrzeug[4]
- Typ 99 Desinfektionsfahrzeug[5]

In Japan unterschied man die Motorvarianten auch mit den Bezeichnungen: 
- „Typ 94 Sechsrad-Güterwagen A“  für Fahrzeuge mit Benzinmotoren
- „Typ 94 Sechsrad-Güterwagen B“  für Fahrzeuge mit Dieselmotoren (4 Zyl. Mitsubishi-445AD)